# Belas dukkehus
Belas dukkehus er en dokumentarfilm fra 2003 instrueret af Paula Oropeza efter eget manuskript.

## Handling
Om frygten for ikke at kunne elske igen efter at have mistet den, som betød allermest.